# Random Making Movies
Random Making Movies, av gruppen skrivet RandomMakingMovies (förkortat RMM), är en svensk Youtube-kanal som bildades den 25 augusti 2010. Gruppen består av medlemmarna Jonas Andersson, William "Kulan" Forslund och William Jonsson. Kanalen var med i nätverket Splay One. RandomMakingMovies Sweden AB registrerades som ett aktiebolag år 2015. 
Kanalen fick exponering bland annat på grund av en blåsning på Justin Biebers fans utanför Grand Hotel och serien "Haffa guzz" i början av 2010-talet. De var 2019 en av de största svenskspråkiga kanalerna på Youtube med omkring 400 000 prenumeranter.
Kanalen har haft samarbeten med andra Youtube-kanaler, till exempel I Just Want To Be Cool. Kanalen har även haft samarbeten med olika företag i syfte att marknadsföra företagen.
Våren 2020 meddelade RMM att de skulle sluta med Youtube, efter knappt tio år som aktiva. Den 12 december 2021 laddades en video upp på kanalen, där Random Making Movies meddelade att de kommer återuppta kanalen, med syfte att lägga upp minst en video i månaden. År 2022 listades kanalen som den 21:a mäktigaste på svenska Youtube, enligt Medieakademins Maktbarometer.
RMM har sedan oktober 2019 också en podcast, Alla goda ting är tre, där avsnitt släpps varje vecka, samt specialavsnitt i samband med nysläppta videor på Youtube. Sedan oktober 2022 finns RMM även på Patreon, där prenumeranter får tillgång till reklamfria videor och podcasts, extra podcast-material (den så kallade Efterfesten) och tillgång till en sluten Discord-kanal.

## Filmografi
- 2015 – Käftsmäll, sändes på Kanal 5
- 2017 – D.U.M., sändes på Kanal 5[10]

## Diskografi
Singlar och EP
- 2016 – Inga Baht
- 2016 – Netflix och chill
- 2018 – Fries with the Noodles

## Priser och utmärkelser
| År   | Pris       | Kategori                 | Resultat   | Anm.                                                         |  |
| ---- | ---------- | ------------------------ | ---------- | ------------------------------------------------------------ |  |
| 2015 | Guldtuben  | Årets humorgrupp         | Nominerade | Fick näst flest röster, förlorade mot I Just Want To Be Cool |  |
| 2016 | Guldtuben  | Årets humorgrupp         | Nominerade |                                                              |  |
| 2017 | Guldtuben  | Årets Youtube-kanal      | Nominerade | Fick näst flest röster, förlorade mot Jocke & Jonna.         |  |
| 2017 | Guldtuben  | Årets serie              | Nominerade | "Jonas testar"                                               |  |
| 2017 | Guldtuben  | Årets musikklipp         | Nominerade |                                                              |  |
| 2017 | Guldtuben  | Årets humorgrupp         | Nominerade |                                                              |  |
| 2017 | Kristallen | Vinnarjuryns specialpris | Vann       |                                                              |  |
| 2024 | Guldörat   | Årets podd (publikpris)  | Vann       | Alla goda ting är tre                                        |  |